# Hino Motors
Hino Motors, Ltd. (japonsko 日野自動車株式会社 -  Hino Jidōša) ali samo Hino je japonski proizvajalec tovornjakov, avtobusov, dizelski motorjev in v manjšem obsegu tudi avtomobilov Podjetje je bilo ustanovljeno 1. maja 1942. Sedež podjetja je v Hino-ši, Tokio. Hino je podružnica od skupine Toyote

## Tovornjaki
- Hino 165 Hybrid
- Miller Lite Hino 338 T Verrastro
- Aura Sonic Hino 268 A
- Hino 338 kiper
- Hino 300 Series Hybrid
- HINO Dutro 125LT
- HINO Jumbo Ranger
- HINO Ranger

### Avtobusi
- HINO RG Bus v Indoneziji
- HINO RM Bus na Filipinih
- HINO S'elega Bus
- HINO Rainbow BUS
- HINO RK Bus v Tajvanu
- HINO RU1J SSL